# シュヴィイ＝ラリュ
シュヴィイ＝ラリュ （Chevilly-Larue）は、フランス、イル＝ド＝フランス地域圏、ヴァル＝ド＝マルヌ県のコミューン。

## 地理

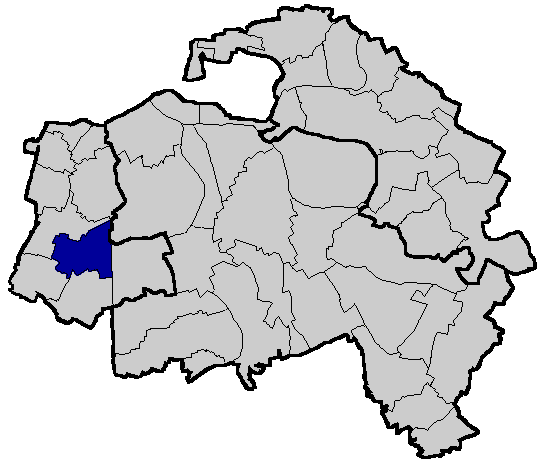
県内におけるシュヴィイ＝ラリュの位置

シュヴィイ＝ラリュは、パリの南東約7kmに位置している。北はライ＝レ＝ローズ、北東はヴィルジュイフおよびヴィトリー＝シュル＝セーヌ、東はティエ、南はランジス、南西はフレンヌと接している。
町は、パリとリヨンを結ぶ主要道であるA6など、交通の交差地点である。

## 由来
Chevillyとは、ラテン語でヴィッラを意味するCiviliacum、ガロ＝ローマ語のおそらくCivilisから派生している。1920年9月5日のデクレにより、単にChevillyであった地名は、集落の名を付け足してシュヴィイ＝ラリュとなった。ロワレ県にある同名のコミューンとの区別をつけるためである。

## 歴史

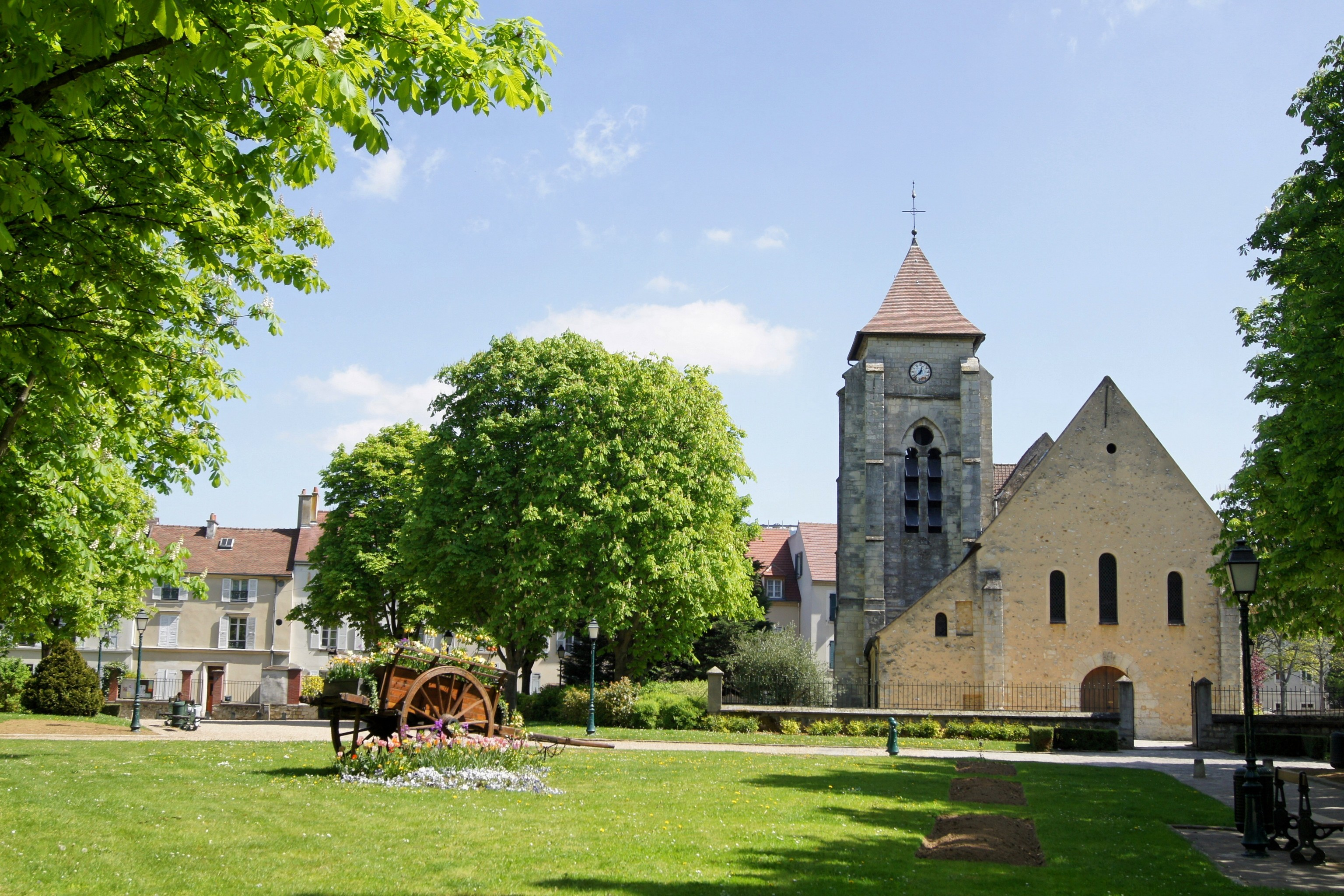
サント・コロンブ教会

最初の教会は850年から900年の間に破壊され、司祭たちが再建を開始した。サント・コロンブ教会は15世紀に完成した。それは、かつて墓地であった教会囲い地に囲まれた、古い教会であった。ファサードはシトー会ロマネスク様式であった。鐘楼は13世紀に建てられた。教会は聖コロンブに捧げられた。教会は中世から現代まで場所を変わらずに残っており、毎年7月最後の日曜日に行われる聖コロンブ巡礼のさなかには大規模のコムギ祭りが開かれた。
15世紀初頭、ライ領主レーモン・ラギエは、臣民を住まわせるためにシュヴィイ集落を建設した。さらにサント・コロンブ教会の鐘楼が再建された。1709年、シュヴィイ教区には250人の住民がいた。シュヴィイは、教会の周りにあるシュヴィイの小さな町と、2つの離れた集落、ラ・リュおよび、小修道院のあるラ・ソーセイエから構成されていた。
ルイ15世治世下で、シュヴィイとラリュに邸宅と狩猟小屋が建設された 。ポンパドゥール夫人のいとこ、バルテレミ・トワナール・ド・ジュイは聖職者たちが営んでいた古い農場を購入し、公園に狩猟用ロッジを建てた。しかし所有者は贅沢な生活を維持するための金がなく、負債のためリヨン近郊のピエール・アンシス要塞に幽閉された。彼の債権者たちは、ジュイの資産を1762年から1767年までモナコ公に貸し出していた。ナポレオン退位に関する交渉は、1814年4月4日と5日にかけ、シュヴィイのシャトーで行われた。
1845年から1858年にかけ、動物画家ローザ・ボヌールは数回にわたってシュヴィイに滞在した。
1870年の普仏戦争時、パリが包囲されていた際、村は幾度かの戦闘の舞台となった。

## 経済
ランジス公益市場（fr）は、世界最大級の生鮮食品卸売市場で、面積の2/3がシュヴィイ＝ラリュ、残り1/3がランジスにまたがっている。

## 人口統計
| 1962年 | 1968年 | 1975年 | 1982年 | 1990年 | 1999年 | 2006年 | 2015年 |
| ------ | ------ | ------ | ------ | ------ | ------ | ------ | ------ |
| 11458  | 16168  | 17687  | 16026  | 16223  | 18149  | 18622  | 19169  |

参照元:1962年から1999年までは複数コミューンに住所登録をする者の重複分を除いたもの。それ以降は当該コミューンの人口統計によるもの。1999年までEHESS/Cassini、2006年以降INSEE

## 参照
1. ↑  http://www.ville-chevilly-larue.fr/Culture-sport-patrimoine/Patrimoine2/Histoire-locale
2. ↑  Les remises de chasse sont des enclos à gibier
3. ↑  Écrit également Barthélémy Thoynard de Jouy; avocat et conseiller de Louis XV
4. ↑  http://cassini.ehess.fr/cassini/fr/html/fiche.php?select_resultat=9293
5. ↑  https://www.insee.fr/fr/statistiques/3293086?geo=COM-94021
6. ↑  http://www.insee.fr